# 派潭镇
派潭镇，是中华人民共和国广东省广州市增城区下辖的一个乡镇级行政单位。

## 行政区划
派潭镇下辖以下地区：
派潭社区、双头村、汉湖村、派潭村、高村、围园村、刘家村、车洞村、大埔村、利迳村、黄洞村、万能村、水口弄村、湾吓村、小迳村、湴汾村、邓村、新高埔村、邓路吓村、大田围村、旧高埔村、佳桐岭村、拖罗村、玉枕村、七境村、双合寮村、亚口弄村、亚如弄村、樟洞坑村、高滩村、上九陂村、榕树吓村、密石村、背阴村和东洞村。

## 政务中心
广州市增城区派潭镇政务服务中心（英語：Guangzhou Zengcheng Paitan Township Government Affairs Center，广州话拼音：Gwongzausi Zangsingkoi Paitamzaan Zhingmou Fokmou Zungsum，简称“增城区派潭镇政务服务中心”、“派潭镇政务服务中心”、“派潭政务中心”），是广州市增城区派潭镇的街镇级政务服务场所，位于派潭镇文政路31号（旧址位于派潭镇榕林路14号）。